# George Moore (pięcioboista nowoczesny)
George Bissland Moore (ur. 6 października 1918, zm. 4 lipca 2014 w Saint Louis) – amerykański pięcioboista nowoczesny. Srebrny medalista olimpijski z Londynu.
Zawody w 1948 były jego jedynymi igrzyskami olimpijskimi. W Londynie przegrał jedynie ze Szwedem Williamem Grutem. Był zawodowym wojskowym, w czasie wojny służył w Afryce Północnej i Włoszech. Po jej zakończeniu był wykładowcą w West Point, na emeryturę przeszedł w 1965.
Był odznaczony Legią Zasługi, Purpurowym Sercem i dwukrotnie Brązową Gwiazdą.